# دووگیه نووه
دووگیه نووه (به لهستانی:  Długie Nowe) یک روستا در لهستان است که در گمینا شوینچیخووا واقع شده‌است.